# Palmarito (Maracay)
Palmarito es el nombre de un pico en la falda sur de la Fila Palmarito, extensión del parque nacional Henri Pittier en la ciudad de Maracay y de la urbanización homónima que ocupa la loma oeste del mismo. En el Censo de 2010 tenía una población de 2227 habitantes y una densidad poblacional de 174,38 personas por km². Las lomas de Palmarito y sus cuencas vecinas están entre las zonas de habitación más exclusivas del Estado Aragua y son las principales zonas de incendio forestal del municipio Atanasio Girardot.

## Ubicación
La zona de Palmarito está ubicada en la cordillera de la costa de Venezuela, en el estado Aragua, 14 kilómetros al norte de Maracay dentro de los límites del Municipio Atanasio Girardot. Las lomas de Palmarito se encuentran asentadas en la cuenca denominada el Castaño a las faldas de las montañas del primer parque nacional de Venezuela, el Henri Pittier en dirección sur por la fila Cola de Caballo y limitado al oeste por el cerro Planta Vieja a orillas del río Las Delicias. La gran cercanía al parque presenta a Palmarito toda una gran variedad de hábitats y alturas. Su altitud comprende la vertiente sur del parque a una altura desde 1.100m a nivel de la urbanización El Castaño, con fácil acceso por la Avenida Las Delicias, hasta 1580 m en la cumbre. Hacia el este colinda con una continua fila de lomas vecinas: Fila Alta, Cerro Chimborazo, Pico Guacamaya, Rancho Grande y su Estación Biológica Rancho Grande, Pico Periquito y la Fila El Aguacate. Por el oeste colinda con el Pico Cambural, Topo El Guayabo y trincherón con su antigua ruta del cacao hacia Chuao, Pico La Negra, Topo El Cenizo y la Mesa de Brasén al que se llega por el Picacho de Turmero. 
Palmarito es la ubicación de la sede de la Brigada Contra Incendios Forestales de Palmarito, principal grupo de protección del Henri Pittier del estado Aragua.

## Habitación humana
El parque nacional Henri Pittier fue creado y decretado en 1937. Los planos topográficos del recién creado parque nacional incluían toda la zona del "Pico Palmarito" el cual era uno de los caminos de mulas hacia la población costeña de Chuao y desde donde se tiene una vista panorámica de los estados Aragua. Guárico y Carabobo. Por lo exclusivo de la región y la cantidad de planicies en el bosque original que caracterizaban las lomas, algunas familias provenientes de la costa durante la era fallida del dictador Juan Vicente Gómez se establecieron en Palmarito para colocar haciendas de sembradíos variados rodeados por los naturales bosques de aguacatales, mangas y de Ceibas. A comienzos de los años 1970 varias familias privilegiadas de gobernantes y prominentes comerciantes regionales estabelcieron interés en construir sus casas sobre las lomas de Palmarito al norte de la Urbanización El Castaño y dentro de los límites del parque nacional. Como consecuencia de ese interés habitacional, los bosques y sembradíos fueron quemados y luego talados en varias etapas de invasión ecológica, con el aval de la alcaldía y la gobernación que otorgaba los permisos de construcción en las franjas protegidas del parque.
La loma suroeste de Palmarito está poblada con habitaciones de alojamiento tipo casaquinta estructuralmente separados, que tienen acceso desde la vía pública o áreas comunes de circulación y que poseen espacios internos de uso exclusivo de la vivienda, con muros o separaciones que permiten diferenciarla de otras edificaciones vecinas. Las casas son construidas principalmente de bloque o ladrillo frisado, concreto o madera aserrada en las paredes; platabanda, teja o asbesto en el techo; mosaico, granito y similares en el piso. La sobrepujante mayoría de las casas poseen jardines en su parte delantera.

## Geografía

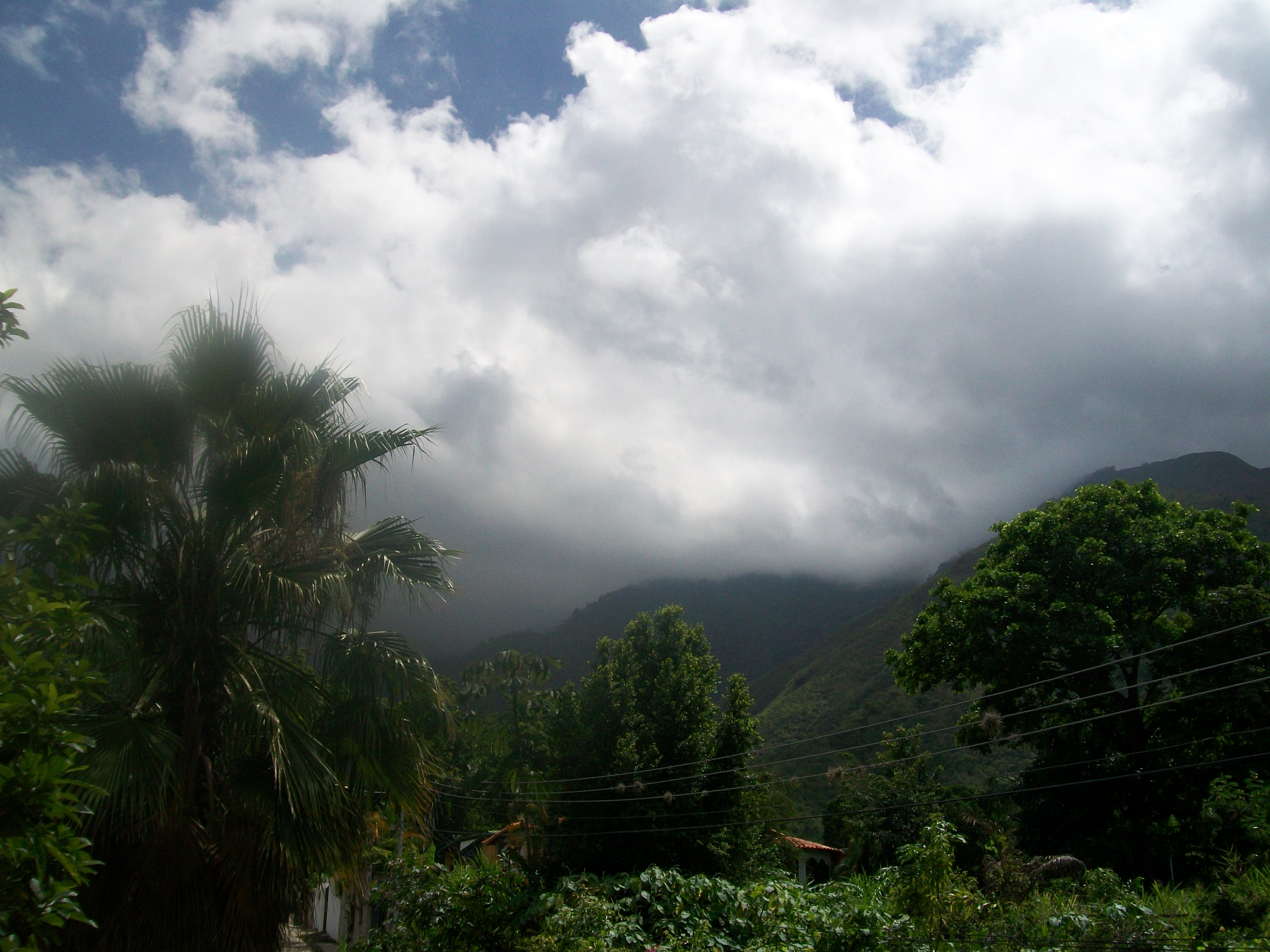
Pico Plamarito en el centro haciendo continuidad con la fila Cola de Caballo a la derecha y zona habitada en su costado oeste.

Las lomas de Palmarito, como la mayor parte del Parque Henri Pittier está dominado por ambientes de litoral con fondos rocosos de constitución geológica fundamentalmente de roca ígnea, con ocasionales intrusiones de rocas areniscas y calizas, ocultas por una capa relativamente fina pero extensa de rocas metamórficas. La zona residencial e Palmarito se encuentra ubicada en una antigua hacienda de Onoto propiedad del entonces presidente de Venezuela Juan Vicente Gómez. Varias quebradas fluyen por las colinas del pico Palmarito, incluyendo La Mona, Planta Vieja y el río Palmarito. En 1987, durante las torrenciales lluvias de la tragedia de El Limón, varias zonas de la empinada ladera que conecta Palmarito con la cordillera del Henri Pittier sufrieron graves deslaves de sedimentos generando erosión del suelo que ya estaba débil por la falta de cobertura vegetal causada por las continuas talas y quemas de la región.

## Flora

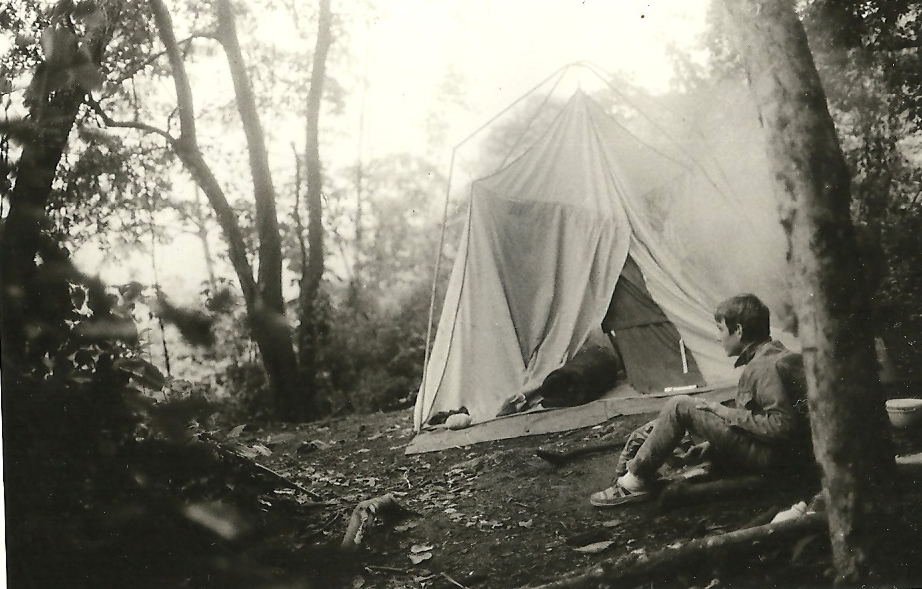
Acampando en el pico norte de la loma de Palmarito en la vecindad del pico Cambural.

Las lomas de Plamarito conforman una meseta intermontana elevada dentro de la cordillera del norte caracterizado por selvas tipo bosque húmedo, montano y tropical con una alta concentración de niebla superficial, usualmente a nivel de la canopea. Sus colinas y valles conforman un clásico altiplano desprendido de la cordillera de la costa venezolana. Sus colinas se extienden en lo que era hasta hace poco la transición de la selva nubosa a una altura entre 1.000 y 1.300 m s. n. m., pero que ha sido profundamente modificado por la construcción de viviendas y carreteras asfaltadas. Por lo tanto, la mayor parte de Palmarito comprende esencialmente un mosaico de áreas forestales y sabanas secundarias de diferentes dimensiones. En las zonas boscosas todavía hay árboles característicos de los bosques húmedos y nublados, como los pertenecientes al género Inga que resultan muy frencuentes aún a orillas de las calles, samanes, el indio desnudo y el bucare ceibo, junto a otras especies de su género (Erythrina). Ocasionalmente se ven fresnillos y guácimos en las laderas o si son sembrados por los pobladores de Palmarito en sus patios. Igualmente esparcidas son las palmeras, incluyendo la conocida como corozo, que decoran naturalmente el dosel arbóreo. 
En las zonas de las sabanas secundarias hay más de una docena de especies de plantas principalmente de nueve familias:
- Las gramíneas: como la especie invasora Megathyrsus maximus, especialmente la variedad «trichoglume», conocida como gamelote; la Trachipogum hexandra o lambedora que suele estar sembrada muy cerca de las orillas de las quebradas por su gran facilidad para soportar inundaciones;[4] la especie Andropogon bicornis conocida como «cola de vaca»; la Melinis minutiflora o «cepin melao» y algunas especies decorativas del género Stipa;
- Plantas compuestas de la familia de las asteráceas, especialmente comunes las jarillas y las marcelas o viravilonas como también se les conoce, muy usadas como planta medicinal;
- Variedades de la familia Melastomataceae, especielmanete especies del género Miconia, conocidas como «ojito»;
- Plantas de las fabáceas, siendo muy común la Crotalaria stipularis o «pajarito»;
- Las rubiáceas, muy frecuentes, especialmente arbustos pequeños del género Spermacoce, la especie Coccocypselum lanceolatum que abunda en el estrato inferior de Palmarito muy junto con los helechos y la Palicourea leuconeur, muy abundantes y conocidas localmente como «cafecito»;
- escrofulariáceas, especialmente el arbusto de la especie Capraria biflora;
- Las lamiáceas, como el Hyptis mutabilis y especies de la Salvia,[5] muy frecuente en las colinas bajas cerca de las quebradas;
- Muchas campánulas, por ejemplo, distintas variedades de la trepadora Ipomoea purpurea[6] conocida como «campanilla morada» y Evolvulus alsinoides;
- También son muy frecuentes las trepadoreas del género Stigmaphyllon, principalmente de las especies de las habichuelas.

Mucha de la flora de Palmarito persiste relativamente intacta y moderadamente diversa muy a pesar de la colonización humana, especialmente alrededor de los tres ríos y quebradas que fluyen desde la montaña alta. Los alrededores de las zonas de construcción se caracterizan por tener una vegetación tipo matorral subandino con la peculiaridad de presentar una alta densidad de lagartijas y una vegetación arbustiva baja y herbácea mezclada con rocas, las cuales son utilizadas por muchas especies de reptiles como sitios de termorregulación y refugio, y por aves insectívoras.
El continuo crecimiento de la población sobre las lomas de Palmarito ha hecho presión evidente sobre la densa vegetación de montañas sustituyéndola por una vegetación de sabana, herbácea, de pastizales, matorrales, arbustos y chaparros que hace de un ecotono color verde claro en oposición al verde oscuro de los frondozos bosques originales.

## Fauna

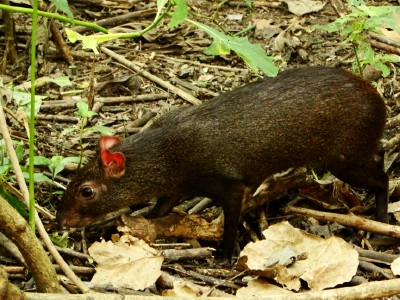
Picure (género Dasyprocta) a orillas de la quebrada Palmarito.

Por su ubicación al extremo este de un monumental corte transversal en la cadena montañosa del Henri Pittier conocido como Paso de Portachuelo, las lomas y cerros de Palmarito son considerados como una de las regiones de Venezuela más ricas en especies de aves, registrándose en sus linderos cerca del 40 % de las especies reportadas para Venezuela. Un importante número de especies migratorias de Norteamérica y especies del hemisferio austral atraviesan este abra montañoso durante el solsticio de invierno y se dispersan por las montañas del sur del Henri Pittier, siendo fácilmente visibles por las lomas de Palmarito en su viaje al interior del país y al sur del continente. Es también frecuente presenciar desplazamientos diarios y estacionales por las vertientes que rodean a Palmarito de especies de aves residentes del Henri Pittier y sus colinas. 
El impacto ambiental sobre Palmarito ha afectado el número abundante de aves característico del Henri Pittier, así como de mamíferos como la lapa, puercoespines, venados y roedores como el picure y diversas serpientes incluyendo las mapanares y otros reptiles que en el pasado abundaban en la región. También existe en las montañas una importante diversidad de especies de insectos, principalmente mariposas del género Morpho y ninfálidos, polillas de varias especies y arañas incluyendo la araña cazadora roja.

## Quebrada Palmarito

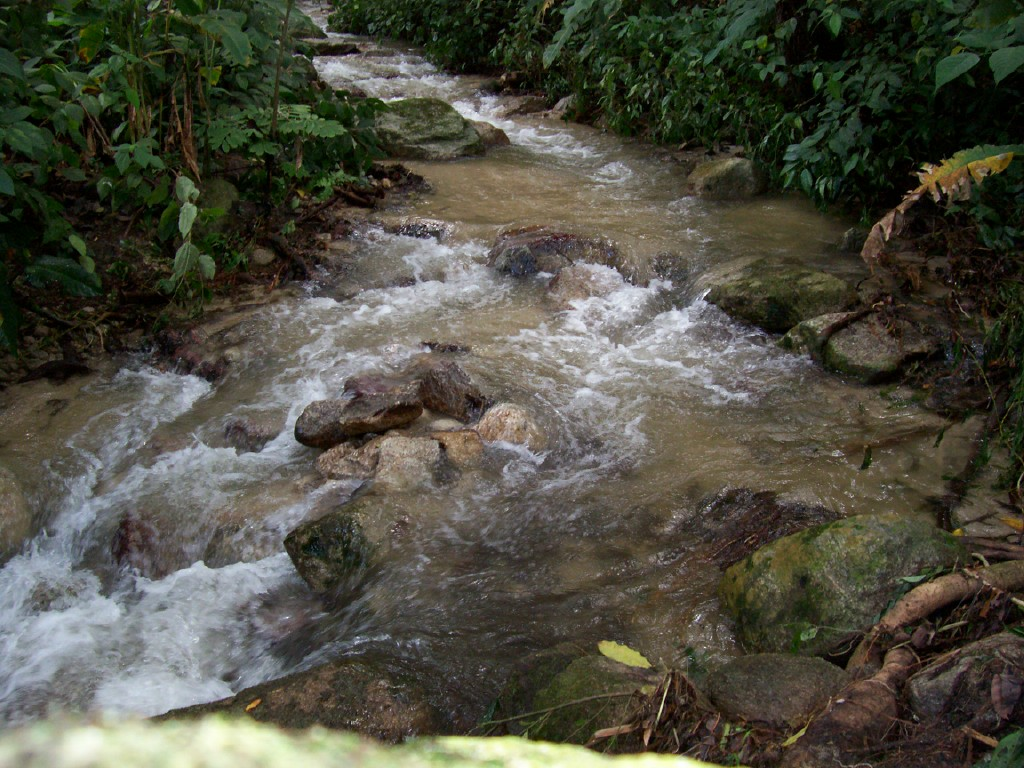
Quebrada Palmarito en su recorrido aguas abajo de la falda sur del Parque Henri Pittier.

El pico Palmarito colinda en su falda Este con la quebrada Palmarito, una corriente de agua permanente que nace en la falda sur del Parque Henri Pittier. La quebrada Palmarito fluye a lo largo de la comunidad de Palmarito y El Castaño, siendo accesible a pie por los terrenos del Este de la Urbanización. Cada año, las lluvias del bosque nublado incrementa el caudal de la quebrada, frecuentemente desbordándose sobre la avenida Las Delicias al sur de la Urbanización El Castaño. El gran caudal de la quebrada arrastra barro y troncos a lo largo de las calles principales que, por la gran pendiente del norte de la Parroquia Las Delicias, infrecuentemente causa daños a propiedades privadas. Las frecuentes quemas de las lomas que rodean la quebrada aguas abajo producen derrumbes y deslaves que ponen en riesgo la biodiversidad de la región.

## Demografía
Según el censo de 2010, había 2227 personas residiendo en Palmarito. La densidad de población era de 174,38 hab./km². De los 2227 habitantes, Palmarito estaba compuesto por el 89,4 % blancos, el 4,36 % eran afroamericanos, el 4,71 % eran de otras razas y el 1,53 % eran de una mezcla de razas. Del total de la población el 99,87 % eran hispanos o latinos de cualquier raza.